# Hilda Gualtieri Müller
Hilda Gualtieri Müller é a personagem que dá título à minissérie Hilda Furacão, interpretada por Ana Paula Arósio, baseada no romance homônimo do escritor Roberto Drummond, publicado em 1991, que tem como história a vida da Hilda. No romance, o nome da personagem é Hilda Gualtieri von Eschwege.
Hilda era uma jovem mineira, descendente de alemães que vivia enfeitiçando os homens na beira da piscina em um dos mais tradicionais clubes da cidade, o Minas Tênis Clube. A jovem decide se casar, rompe com a sua família e vai morar na zona boêmia e de prostituição de Belo Horizonte, tornando-se a mais disputada meretriz da capital mineira.
A garota acaba se apaixonando pelo frei Malthus, causando assim, mais polêmica em Belo Horizonte.

## Vida real
O romance de Roberto Drummond foi inspirado na história de Hilda Maia Valentim (Recife, 1931 — Buenos Aires, 29 de dezembro de 2014) que viveu seus últimos dias no asilo Hogar Guillermo Rawson em Buenos Aires, na Argentina.